# 柴川谷川
柴川谷川（しばかわだにがわ）は、徳島県三好市を流れる吉野川水系の河川である。

## 地理
三好市（旧三好郡山城町）にある尾根（標高602m）の水源から山城町内を経て銅山川へ合流する。河川には重力式ダムである柴川ダムが設けられている。

## 利水施設
- 柴川ダム

## 流域の自治体
徳島県
三好市